# Anthidiellum apicepilosum
Anthidiellum apicepilosum là một loài Hymenoptera trong họ Megachilidae. Loài này được Dover mô tả khoa học năm 1929.